# Mouvement nationaliste arabe
Le Mouvement nationaliste arabe (Harakat al-Qawmiyyin al-Arab), également connu sous le nom de Mouvement des nationalistes arabes ou Harakiyyin, est un parti politique panarabe particulièrement influent.

## Origine et idéologie du mouvement
Le mouvement nationaliste arabe trouve ses origines à l'université américaine de Beyrouth vers la fin des années 1940. Georges Habache y mène un groupe d'étudiants nationalistes. Le groupe d'Habache rejoindra au début des années 1950 un autre groupe d'étudiants mené par un autre nationaliste arabe, Constantin Zureik.
Le groupe a fortement été influencé par les idées de Constantin Zureik. Il adopta une idéologie révolutionnaire et panarabe.
Il mettra l'accent sur la formation d'une élite intellectuelle nationaliste, suffisamment à même de pouvoir réaliser l'unité arabe.
C'est un mouvement socialiste, nationaliste et séculier.
Les nationalistes arabes deviendront de farouches adversaires de l'impérialisme occidental, de la colonisation et de l'État d'Israël.
Les nationalistes arabes prendront pied dans plusieurs pays arabes et adopteront le nom de Mouvement nationaliste arabe en 1958. Une certaine divergence politique verra le jour quand la Syrie et l'Irak interdiront les partis politiques nassériens, et quand une partie du mouvement dirigée par Habache et Nayef Hawatmeh se rapprochera du marxisme et de l'URSS.

## Déclin et fin du mouvement
Ces tensions causeront le déclin du mouvement dans les années 1960, et il cessera d'exister comme force politique régionale dans les années 1970. Le mouvement retrouvera un bref second souffle lorsque l'Égypte perdra la guerre des Six Jours en 1967, qui avait mené au discrédit du mouvement nassériste du président Gamal Abdel Nasser.
Georges Habache et Wadie Haddad fondent le Front populaire de libération de la Palestine en décembre 1967. Le marxisme-léninisme devient une référence centrale pour nombre de militants du Mouvement des nationalistes arabes : au Liban, les militants du mouvement fondent l’Organisation des socialistes libanais en 1969, qui devient l'année suivante l’Organisation de l'action communiste au Liban.
Aujourd'hui, beaucoup de partis politiques arabes de gauche trouvent leur origine dans le MNA, en Syrie, en Palestine et en Irak. Ces partis occuperont une grande place sur la scène politique de leur pays respectif.

## Liban
Après la défaite de 1967, au Liban, le Mouvement nationaliste arabe participe à la fondation de l'Organisation de l'action communiste au Liban dirigé par Mohsen Ibrahim. L'OACL est une organisation liant marxisme et nationalisme arabe.

## Syrie
En 1962, après l'échec de la République arabe unie un groupe d'intellectuels établira un parti demandant la réunification immédiate de la Syrie avec l'Égypte. Les adhésions au parti augmenteront sensiblement, et ils participeront au gouvernement baasiste établi après le Coup d'État du 8 mars 1963 en Syrie.

## Irak
Le MNA a joué un rôle important dans la scène politique irakienne. Ils étaient avec les nasséristes dans le gouvernement d'Aref. Les nasséristes ont peu à peu perdu de leur influence, et ont fini par se retirer de ce gouvernement en juillet 1964. Le MNA continuera néanmoins à collaborer avec eux.
En 1964, le MNA a fusionné avec la branche irakienne de l'Union socialiste arabe.

## Égypte
En Égypte le MNA fusionna avec la branche égyptienne de l'Union socialiste arabe.

## Palestine

### Front populaire de libération de la Palestine
Les éléments marxistes du mouvement ont reconstitué une branche palestinienne dans les années 1960 et créeront le Front national de libération de la Palestine (FNLP). En décembre 1967, le FNLP forme un groupe indépendant avec deux autres organisations palestiniennes, Héros du Retour (abtal al-awda) et le Front de libération de la Palestine de Ahmed Jibril. Ensemble ils ont créé le Front populaire de libération de la Palestine (FPLP) dirigé par Georges Habache.
Autour du FPLP, Georges Habache forma le Parti d'action socialiste arabe qui développa des branches dans différents pays.

### Front démocratique de libération de la Palestine
En 1968 Nayef Hawatmeh qu'on dit maoïste, s'éloigne du FPLP pour créer son propre parti, le Front démocratique pour la libération de la Palestine (FDLP).

## Oman
Dès 1964, la branche omanaise du MNA participera à la formation du Front de libération du Dhofar (FLD). Ce parti de gauche soutenu par l'URSS et par la Chine, décidera d'élargir ses ambitions. Il sera donc rebaptisé Front populaire de libération du Golfe arabique occupé (FPLGAO), puis en 1972 le parti changera encore de nom pour Front populaire de libération d'Oman et du Golfe arabe (FLOGA) pour rechanger de nom en 1974, Front populaire de libération d'Oman (FPLO).
En 1969, des membres du MNA ont formé en Irak le Front national démocratique pour la libération d'Oman et du golfe Persique, mouvement principalement urbain qui fusionnera en décembre 1971 avec le Front populaire de libération du Golfe arabique occupé.
Le but de ce mouvement était de renverser le sultan Saïd ibn Taimour, jugé tyrannique, conservateur et rétrograde par les membres de la rébellion.
Les Britanniques encourageront le fils du sultan Qabus ibn Saïd à prendre le pouvoir, ce qu'il fit. Il promet à la rébellion d'appliquer une politique moderne à Oman, et demande aux combattants de rejoindre l'armée.
La plupart des combattants déposeront les armes, mais une petite partie continua quand même la lutte armée. Les Britanniques aideront le sultan à écraser la rébellion, les dirigeants du front chercheront asile en Libye et en Syrie. Le FPLO n'aura désormais qu'une influence très marginale sur les affaires du pays.

## Yémen
Au Yémen du Sud la branche local du MNA a formé le Front de libération national (FLN) qui sera à l'origine du Parti socialiste yéménite (PSY).
Ce parti avait pour but de proclamer l'indépendance du Yémen du Sud.
Quand le Yémen du Sud obtiendra son indépendance en 1967, le parti gouvernera avec la généreuse aide financière de l'URSS, et mettra en place un régime marxiste.
Après la réunification des deux Yémen en 1990, le PSY est devenu le principal parti d'opposition au Yémen.
Une branche a également existé au nord, mais était interdite.

## Koweït
Au Koweït, la branche locale du MNA formera le parti du Rassemblement démocratique koweïtien. Ils font guise d'aile modérée du MNA, ce qui lui vaudra les reproches des omanais du FPLO. C'est un parti d'opposition très critique vis-à-vis du gouvernement koweïtien, dénonçant notamment la politique pétrolière, les problèmes de la société koweïtienne, et la défense de la démocratie.

## Arabie saoudite
La branche saoudienne a été formée au début des années 1950, elle était d'abord nassérienne avant de s'orienter vers le marxisme-léninisme. Elle formera le Parti communiste d'Arabie saoudite et le Parti socialiste arabe d'action.

## Personnalités issues du mouvement
- Georges Habache : l'un des fondateurs du MNA, puis du FPLP
- Constantin Zureik : l'un des fondateurs du MNA
- Wadie Haddad : un membre particulièrement influent du FPLP
- Rafiq Hariri : homme politique libanais
- Nayef Hawatmeh : fondateur du FDLP
- Abou Ali Mustafa : un ancien dirigeant du FPLP
- Leïla Khaled : militante palestinienne
- Nabih Berri : dirigeant du parti libanais Amal
- Ghassan Kanafani : écrivain et militant palestinien
- Abdel Fattah Ismaïl : homme d'État yéménite
- Naji al-Ali : caricaturiste palestinien
- Yasser Abd Rabbo : politicien palestinien
- Mohsen Ibrahim : politicien libanais, dirigeant de l'Organisation de l'action communiste au Liban et du Mouvement national libanais